# St. Georg (Mellingen)

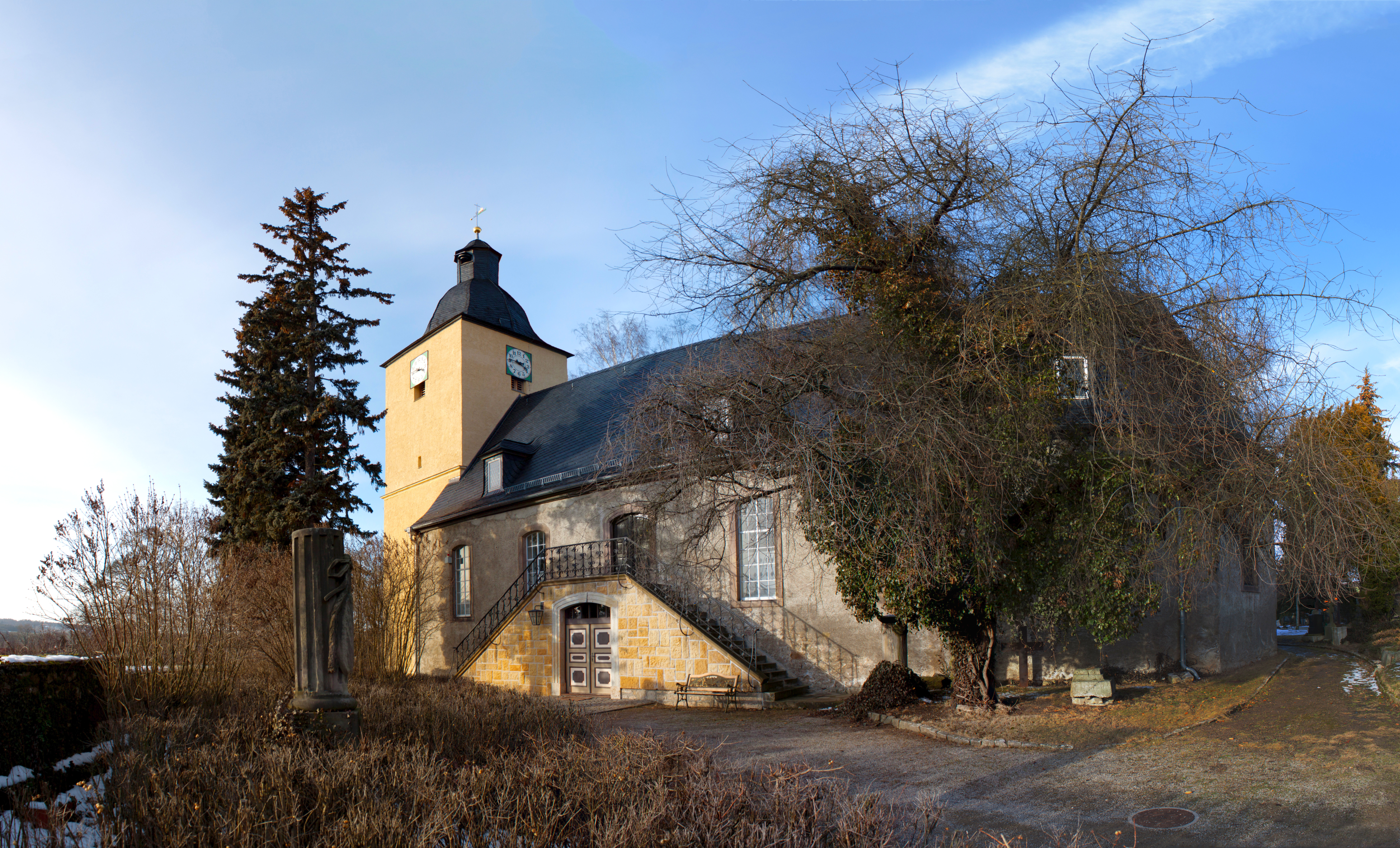
St. Georg

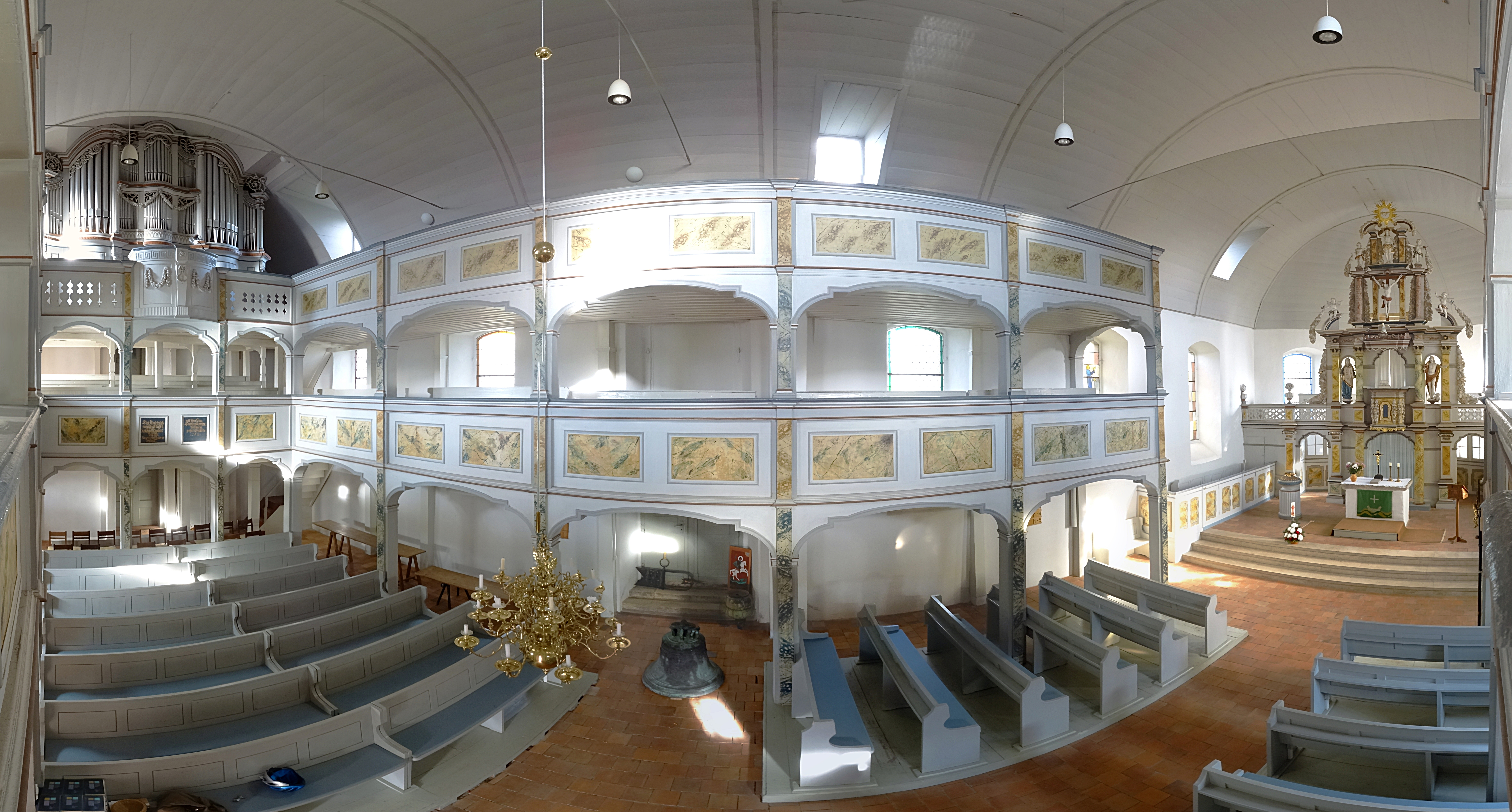
Innenraum-Panorama

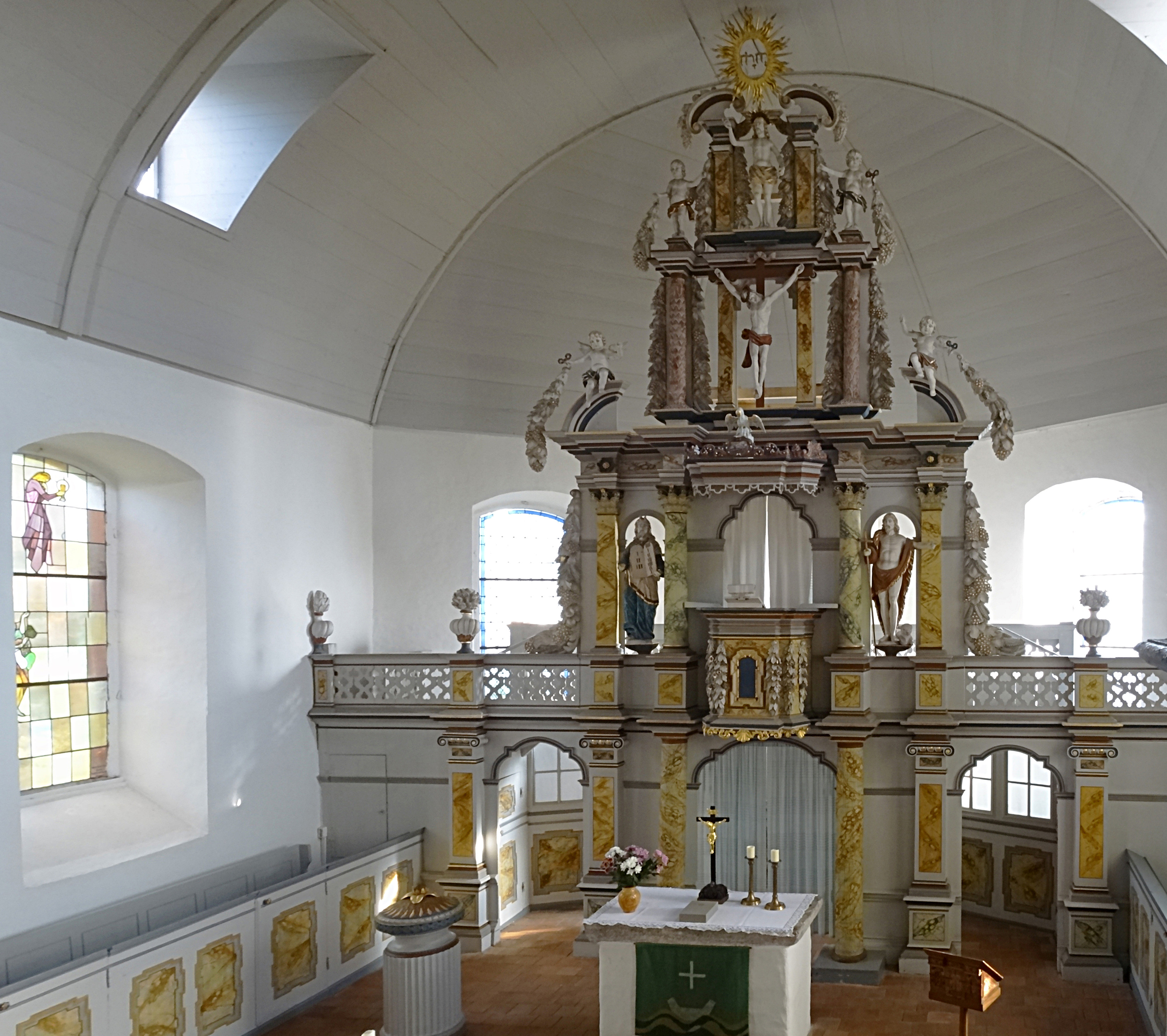
Der barocke Kanzelaltar

Die evangelische Dorfkirche St. Georg steht in der Gemeinde Mellingen im Landkreis Weimarer Land in Thüringen. Sie befindet sich mit dem Kirchhof im alten Ortskern des Dorfes nördlich des Flusses Ilm. und gehört zum Kirchspiel Mellingen-Umpferstedt im Kirchenkreis Weimar der Evangelischen Kirche in Mitteldeutschland.

## Geschichte
Schon spätestens 1282 gab es im Dorf eine dem Heiligen Michael geweihte Kirche. Sie wurde im Zuge der Reformation zugunsten der seit 1333 nachgewiesenen Kirche St. Georg aufgegeben. Reste ihres Turmes waren bis 1843 sichtbar. Die Georgskirche erlitt im Dreißigjährigen Krieg große Schäden. Das Dach wurde vollständig zerstört. 1667 begannen erste Reparaturarbeiten, bald aber ein vollständiger Umbau. Der Kirchturm wurde abgetragen und 1669 (wie eine Inschrift über der Westtür bezeugt) wieder mit einer Schweifhaube und einem kleinen achteckigen Aufsatz vollendet.
Das Kirchenschiff wurde 1724–1730 neu gestaltet. Dazu gehörte ein dreiseitiger Chorabschluss mit 13 großen Fenstern sowie sechs Dachfenstern, einer Holztonne, doppelten Emporen, einem Kanzelaltar in vier Geschossen mit reicher Barockarchitektur, der unten die ganze Breite des Altarraumes einnimmt. Das Dach wurde mit Schiefer gedeckt. 1964–1966 erfolgte eine Innenrenovierung; 1987 Vorbauabriss und Neuaufbau.

## Glocken
Die 1721 vom Glockengießer Johann Christoph Rose in Oßmannstedt gegossene mittlere Bronzeglocke musste wegen eines Risses, dessen Ursprung wahrscheinlich in einer Beschädigung beim Transport zum oder vom Glockenfriedhof in Hamburg lag, 1984 im Kirchenschiff aufgestellt werden. Im Geläut wurde sie 1990 durch eine neue Glocke ersetzt, die von der Karlsruher Glocken- und Kunstgießerei GmbH & Co. KG (Karlsruhe) gegossen wurde. Sie trägt das Monogramm Christis inmitten von Alpha und Omega und die Inschrift Soli deo gloria/ Anno domini 1990. Gemeinsam mit ihr läuten zwei 1921 von Franz Schilling Söhne (Apolda) gegossene Bronzeglocken, wovon die größere im Zweiten Weltkrieg mit der Transportnummer 11-23-157 nach Ilsenburg abgeliefert wurde, aber mit dem Transport am 4. Februar 1948 wieder zurückkehrte.

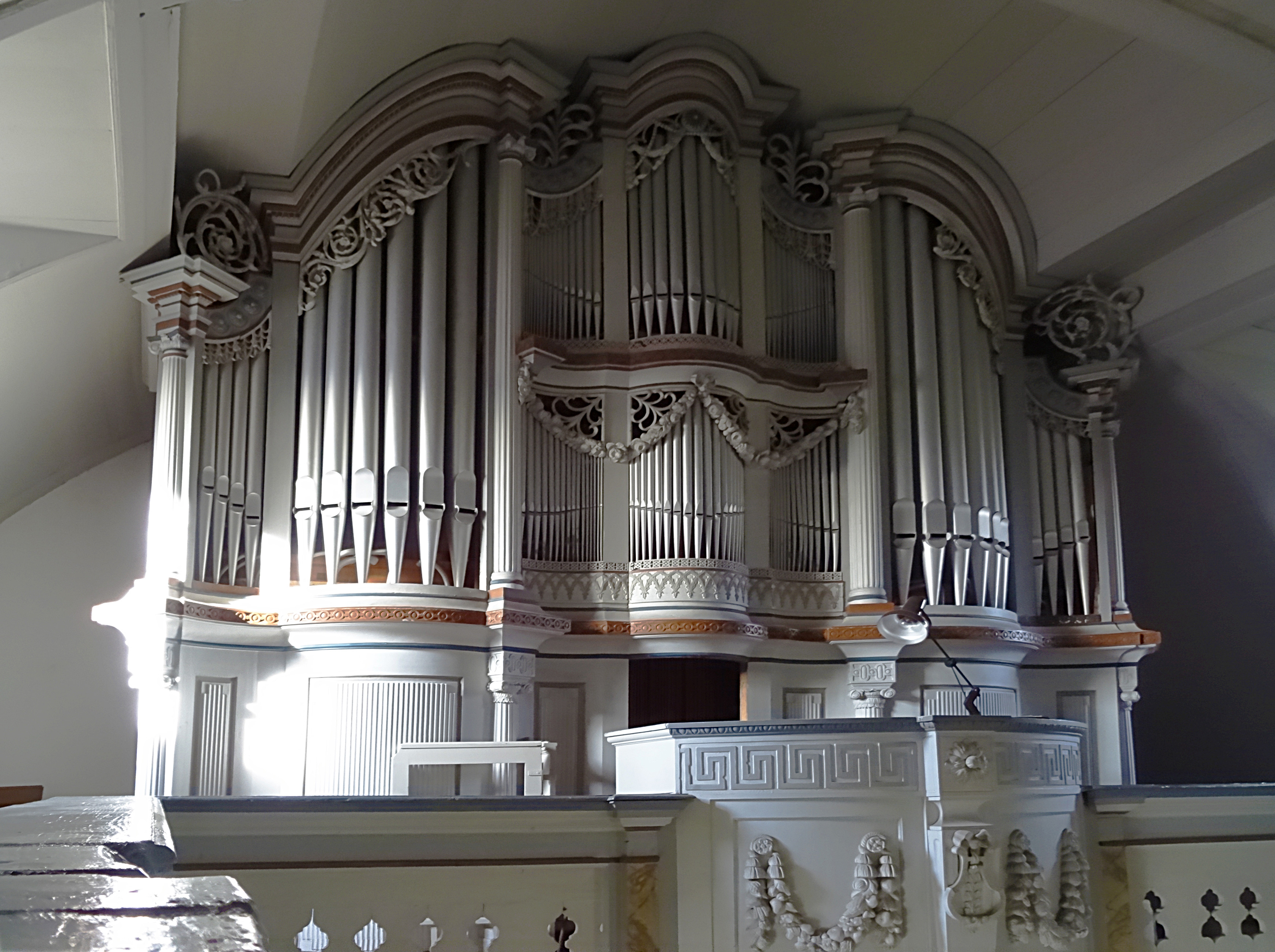
Witzmann-Orgel

## Orgel
Ein erstes Positiv wurde 1595 vermerkt, ein Regal 1632. Im gleichen Jahr erfolgte ein Orgelneubau, dessen Erbauername leider nicht überliefert wurde. 1671 übernahm Samuel Herold (Krautheim) die Reparaturen und ergänzte einen Subbass und eine Heerpauke. 1807 fügte Johann Benjamin Witzmann (Stadtilm) sein neues Instrument in das barocke Gehäuse. Es war eine der ersten Orgeln dieser Werkstatt, zu deren Weihe ein Taufstein gestiftet wurde. Der Spieltisch wurde vom Orgelgehäuse getrennt, damit der Blick zum Kirchenraum ermöglicht werden konnte. 2006 erfolgte durch die Firma Karl-Heinz Schönefeld (Stadtilm) eine Generalüberholung.